# Old Fig Garden (California)
Old Fig Garden es un lugar designado por el censo ubicado en el condado de Fresno en el estado estadounidense de California. En el año 2010 tenía una población de 5.365 habitantes.

## Geografía
Old Fig Garden se encuentra ubicado en las coordenadas 36°47′55.86″N 119°48′18.55″O / 36.7988500, -119.8051528.